# Le valchirie
Le valchirie è un romanzo di Paulo Coelho, pubblicato in Brasile nel 1992, e in Italia nel 2010. È il racconto autobiografico, scritto in terza persona, del viaggio compiuto dall'autore insieme a sua moglie Chris nel deserto del Mojave, che lo avrebbe condotto all'esorcismo dei suoi demoni personali e alla scoperta del proprio angelo custode, attraverso l'incontro con strane donne guerriere denominate «valchirie».

## Contenuto
Tra il settembre e l'ottobre del 1988, Paulo intraprese dunque un viaggio di 40 giorni attraverso il deserto del Mojave, negli Stati Uniti, su suggerimento di J., guida spirituale della confraternita tradizionale cui egli apparteneva. Accompagnato dalla moglie Chris, la rese partecipe di un'avventura il cui scopo finale era riuscire a comunicare con gli angeli.
Esseri che popolano tutto l'Universo, gli angeli sono gli amici invisibili con cui gioca ogni bambino prima di crescere e poi dimenticarli, coloro di cui adesso Paulo aveva bisogno per continuare a credere nella magia, nel suo lavoro di scrittore, e nell'amore della sua accompagnatrice, perché altrimenti «si distrugge sempre ciò che più si ama».
Dopo l'atterraggio a Los Angeles e un tragitto in auto di parecchie ore, il deserto si mostrò loro all'improvviso in tutta la sua immensità. A Borrego Springs fecero la conoscenza di un giovane maestro della Tradizione, di nome Took, che viveva da quelle parti, e al quale un gruppo di donne selvagge - le cosiddette Valchirie - avevano insegnato il linguaggio arcano del deserto. Per entrare in contatto col mondo invisibile, Took suggerì ai due coniugi di tenere gli occhi rivolti il più possibile verso l'orizzonte, ampliando la loro visuale, che per le persone comuni non va oltre un raggio di cinque metri. Per poter parlare con gli angeli era inoltre necessario liberarsi della «seconda mente», ossia di tutti quei pensieri incontrollati che di solito occupano la mente indipendentemente dalla volontà.
Paulo, avvezzo a simili insegnamenti, comprese ben presto quanto fosse semplice e naturale il metodo per parlare con gli angeli: la canalizzazione! Chris invece, normalmente diffidente verso la magia, imparò velocemente a familiarizzare con le pratiche di Took, avvertendo come in pochi giorni la sua anima fosse «cresciuta». Quattro sono le entità del mondo invisibile, e altrettanti i metodi per entrarvi in contatto:
- gli agenti elementari della natura, attraverso i rituali;
- gli spiriti disincarnati, attraverso i medium in trance;
- i santi, attraverso la preghiera;
- e gli angeli, attraverso appunto la canalizzazione, che tante persone usano inconsciamente quando parlano da sole, in maniera impulsiva e spontanea.

Dopo essersi congedati da Took e aver viaggiato nel deserto per alcuni giorni, Chris in una landa desolata diede voce, tramite quest'ultima pratica, ad un canto dimenticato degli antichi stregoni della tribù degli Ojibwayi. Ma Paulo, che era uno spirito cacciatore a differenza della moglie agricoltore, necessitava di emozioni forti. Ora che sapeva come parlare col suo angelo, tutto questo non gli bastava più: desiderava vederlo in volto.

### Le valchirie
Dopo giorni passati in macchina alla ricerca delle Valchirie, in una stazione di servizio di una piccola località arsa dal sole, Gringo Pass, costoro preannunciarono il loro arrivo in moto con un tremendo rombo di motore. Erano otto, e la loro guida, l'amazzone più anziana, si faceva chiamare Valhalla. Subito costei incrociò lo sguardo di Paulo, notando al suo anulare lo stesso simbolo della Tradizione della Luna che lei portava appuntato sul giubbotto di pelle. Paulo la implorò di aiutarlo a vedere il suo angelo. La donna, sorpresa, spiegò che per riuscirci erano necessarie tre condizioni: 
1. rompere un patto;
2. accettare un perdono;
3. e fare una scommessa.

#### Rompere un patto
Chris, che provò una strana inquietudine nel constatare come la natura guerriera di Valhalla fosse particolarmente affine a quella di Paulo, decise, su suggerimento del suo angelo, di seguire il marito all'appuntamento che le Valchirie gli diedero in una miniera d'oro abbandonata nei pressi di Tucson. Entrati nell'interno buio della montagna, Valhalla invitò Paulo a rompere il patto con se stesso che lo costringeva a castigarsi e a distruggere tutto ciò che amava, a seguito della traumatica esperienza risalente al maggio 1974 che le tenebre del luogo gli fecero rievocare. 
Si trattava della caduta in una sorta di vertigine oscura, la percezione di una nube nera che lo aveva avvolto quando frequentava la Società Alternativa, un gruppo rock di successo dedito a pratiche di magia nera, che vendeva canzoni contenenti rituali satanici e invocazioni alla Bestia dell'Apocalisse. Paulo non aveva mai creduto che il suo successo fosse dovuto al contatto coi demoni, ma ora ne stava pagando il prezzo. In preda alla disperazione aveva chiesto a Dio di accettare un patto: la rinuncia a tutto ciò che aveva in cambio della salvezza dell'anima. E fu così che avrebbe perso tutti i soldi e il lavoro, ma avrebbe continuato ad attribuire ogni insuccesso della sua vita a quel patto con Dio. Valhalla invece gli ricordò che Dio nella sua misericordia aveva solo accettato uno scambio, e che lui stesso in realtà si era reso infelice in quanto responsabile del suo destino.
Paulo promise allora, in nome dell'arcangelo Michele, di tornare a essere un uomo libero. I difetti e le miserie umane, infatti, non hanno importanza, se si decide di seguire i propri sogni. Solo così ci si accorge che le porte del Paradiso sono state di nuovo spalancate, per un certo periodo, per chi voglia entrarvi. E così un nuovo mondo sarebbe sorto, abitato in un prossimo futuro da coloro che credono nella forza rigenerante dell'amore e hanno l'ardire di seguire il proprio destino, diverso da persona a persona, e indicato ad ognuno dal proprio angelo custode. Nell'annuncio di questa nuova era, rivolta agli uomini che stavano ricominciando a parlare di un mondo spirituale, consisteva la missione delle Valchirie nel deserto, il cui nome rievocava le messaggere degli Dei della mitologia germanica, le figlie di Wotan che, come gli angeli, fanno da tramite fra il Cielo e la Terra.

#### Accettare un perdono
Seguirono giorni piuttosto monotoni: Paulo e Chris accompagnavano gli spostamenti di città in città delle Valchirie che parlavano alla gente di Dio e di angeli, mentre nel tardo pomeriggio praticavano gli esercizi di canalizzazione, rivolti all'orizzonte. Giunti nei pressi della Valle della Morte mancavano ormai undici giorni alla fine di quell'avventura, quando Valhalla propose a Paulo di insegnargli ad accettare il perdono tramite il «rituale che annienta i rituali», ovvero una sorta di recitazione sacra con cui rompere la routine delle abitudini quotidiane che rischiano di nuocere all'evoluzione personale.

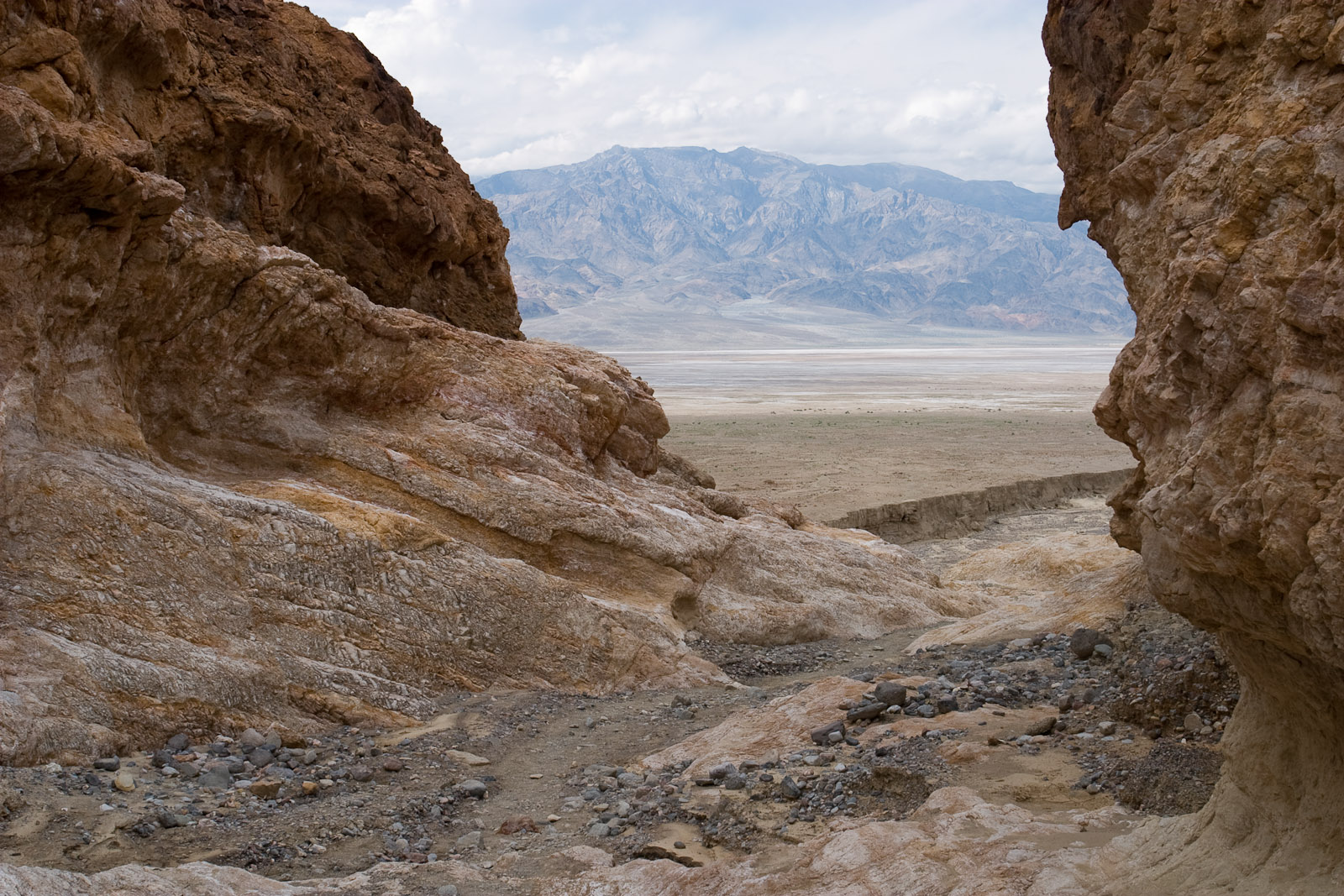
Il Golden Canyon nella Valle della Morte dove si svolse il «teatro sacro»

Paulo avrebbe impersonato un guerriero trionfante, che aveva preso come prigioniera la più giovane delle valchirie, alla quale avrebbe dovuto strappare il segreto su come vedere l'angelo. Le propose uno scambio, rivelandole a sua volta le 5 leggi della Vittoria. Ma allorché la valchiria oppose un tenace rifiuto, si scatenarono i demoni personali di entrambi gli attori: il vissuto della ragazza fatto di vergogna e umiliazioni, e l'odio di Paulo incapace di perdonare gli altri. A quel punto intervenne Valhalla che invocò l'arcangelo chiedendo pietà al Signore, e recitò gli esorcismi dell'aria, della terra, del fuoco e dell'acqua.
Ritenendo giunto il suo momento entrò in scena Chris, e sfidò Valhalla in una sorta di duello per contendersi l'uomo di cui entrambe erano innamorate. Al culmine della sfida, ciascuna poté comprendere che l'altra era solo uno strumento degli angeli, e che anziché distruggersi avrebbero potuto completarsi a vicenda: l'amore impersonato da Chris e il coraggio indomito di Valhalla.

#### Fare una scommessa
Concluso il rituale del perdono, le Valchirie si congedarono, e Paulo e Chris ripresero a girovagare da soli per il deserto. Mancavano pochi giorni al ritorno, e l'ultima condizione ancora da soddisfare. Nei pressi di Ajo, durante una canalizzazione, Paulo scommise col proprio angelo la fede in Dio e nel proprio lavoro in cambio dell'apparizione del suo volto. Fu allora che a lui e a Chris apparvero in lontananza delle luci improvvise accompagnate da frastuoni tremendi: si trattava di esercitazioni militari di poligoni dell'Aeronautica, preludio di eventi che avrebbero sconvolto la Terra. Paulo le interpretò come il segno che avrebbe vinto la sua scommessa.
Il giorno seguente, poco prima dell'alba, Paulo si recò da solo a Glorieta Canyon, dove ammirando il paesaggio, l'angelo gli rammentò che il suo volto è il luogo stesso in cui ogni volta ci si trova. Una voce lo indusse a scrivere dei versi dimenticati del profeta Isaia, che parlavano dell'avvento di un mondo nuovo. Fu allora che, in preda al panico, avvertì una presenza abbagliante al proprio fianco che gli disse distintamente di inginocchiarsi e di guardare il terreno; una mano luminosa vi scrisse il proprio nome.
L'Angelo gli era infine apparso! L'energia che anima il mondo si era concentrata in quel luogo, che per lui sarebbe stato consacrato per sempre. Anni dopo, nel gennaio 1992, all'indomani della fine della guerra fredda, Paulo ultimando la stesura delle Valchirie rivelò alla fine del libro che gli angeli sono tornati perché una nuova guerra si scatenerà sul piano astrale, fra coloro che negano il futuro e credono soltanto nella materia, e quanti invece si faranno guidare dalla certezza che «l'amore, ancora più forte, ci aiuterà a crescere. E solo allora saremo capaci di capire stelle, angeli, miracoli».

## Edizioni
- Paulo Coelho, Le valchirie, traduzione di Rita Desti, R.C.S. Libri spa, Mondadori, 2011,  p. 202, ISBN 978-88-587-6580-7.